# Custode delle due Sacre Moschee
Custode delle due Sacre Moschee (in arabo خادم الحرمين الشريفين‎?, ''Khādim al-Ḥaramayn al-Šarīfayn) è un titolo onorifico utilizzato nel corso dei secoli da diversi sovrani musulmani: Ayyubidi, sultani mamelucchi d'Egitto, sultani ottomani. Attualmente è utilizzato dai sovrani sauditi. Si tratta di un monarca che prende su di sé l'onore e l'onere di custodire le due sacre moschee delle città sante musulmane di Medina e La Mecca.

## Storia
Il primo monarca musulmano a utilizzare il titolo di "custode delle due Sacre Moschee" fu Saladino.

Dopo aver sconfitto i Mamelucchi nel 1517, nella guerra ottomano-mamelucca, il sultano Selim I si appropriò del titolo di custode, che restò prerogativa dei suoi successori sino a Mehmet VI.

Nel 1986, re Fahd dell'Arabia Saudita iniziò a utilizzare il titolo di "custode delle due Sacre Moschee" in sostituzione di "Sua Maestà".